# Партений Темски
Йиромонах Партений или Партения е български духовник от втората половина на XVII и първата четвърт на XVIII век, игумен на Темския манастир.

## Биография
Партений е родом от село Темска, Пиротско. Замонашва се в манастира Ксенофон в Света гора, а по-късно се премества в Илиянския манастир край София, в чието възстановяване взима дейно участие.
През 1698 – 1699 година Партений се завръща в родния си край, където поема управлението на опустошения неотдавна Темски манастир. Към 1700 година под негово ръководство се строи чешма пред вратите на църквата на манастира, както и водопровод. С помощта на организираните от него жители на околните села към 1703 година Партений успява да поправи покрива на църквата и килиите на монасите. През 1703 година Патрений оставя надпис на южния зид на притвора на манастирската църква, в който включва автобиографични данни. Заедно с игумените Захарий и Симеон Партений е един най-изтъкнатите строители на Темския манастир.
Според надпис в манастира и запазен надгробен камък, йеромонах Партений е починал през 1725 – 1726 година.